# ARM Cortex-A8
L'ARM Cortex-A8 és un nucli de processador de 32 bits amb llicència d'ARM Holdings que implementa l'arquitectura ARMv7-A.
En comparació amb l'ARM11, el Cortex-A8 és un disseny superescalar de doble problema, aconseguint aproximadament el doble de les instruccions per cicle. El Cortex-A8 va ser el primer disseny de Cortex que es va adoptar a gran escala en dispositius de consum.

## Característiques
Les característiques principals del nucli Cortex-A8 són:
- Freqüència a partir de 600 MHz a 1 GHz i superior
- Microarquitectura superescalar de doble problema
- Extensió del conjunt d'instruccions NEON SIMD
- Conducte enter de 13 etapes i canonada NEON de 10 etapes
- Unitat de coma flotant VFPv3
- Codificació del conjunt d'instruccions Thumb-2
- Jazelle RCT (també conegut com a conjunt d'instruccions ThumbEE)
- Unitat avançada de predicció de branques amb >95% de precisió
- Memòria cau de nivell 2 integrada (0–4 MiB)
- 2,0 DMIPS/MHz

## Xips
Diversos system-on-xips (SoC) han implementat el nucli Cortex-A8, incloent:
- Allwinner A1X
- Apple A4
- Freescale Semiconductor i.MX51
- Rockchip RK2918, RK2906
- Samsung Exynos 3110
- TI OMAP3
- Processadors TI Sitara ARM
- Conexant CX92755